# 李章泽
李章泽（1960年11月—），男，汉族，江西遂川人，中华人民共和国政治人物，曾任中央机构编制委员会办公室副主任。